# (11011) KIAM
(11011) KIAM est un astéroïde de la ceinture principale.

## Description
(11011) KIAM est un astéroïde de la ceinture principale. Il fut découvert le 22 octobre 1981 à Naoutchnyï par Nikolaï Tchernykh. Il présente une orbite caractérisée par un demi-grand axe de 2,40 UA, une excentricité de 0,21 et une inclinaison de 3,0° par rapport à l'écliptique.

## Compléments